# دوغ پای
دوغ پای یا قیمه سیستانی یکی از غذاهای سنتی سیستانی رایج میان مردم سیستانی در سیستان است. دوغ پای در واقع یک خورش است که به جای آب با دوغ تهیه می‌شود و از محصولات دامی به دست می‌آید.
دوغ در فرهنگ غذایی سیستان جایگاه ویژه‌ای دارد. وقتی مهمان مردم محلی شوید به احتمال زیاد با دوغ از شما پذیرایی خواهند کرد، از این رو غذاهای متنوعی با استفاده از این نوشیدنی اصیل ایرانی در سیستان تهیه می‌شود.

## مواد تشکیل دهنده
گوشت گوساله(گاو سیستانی)، دوغ محلی، لپه، پیاز، روغن، ادویه‌جات و زعفران از مواد اصلی این غذا هستند. دوغ پا معمولاً با برنج سرو می‌شود.